# Ayere
Ayere ist eine Niger-Kongo-Sprache, die in Nigeria im Kwara State (Gebiet Oyi, Kabba District) von 3.000 Menschen gesprochen wird. Zusammen mit dem Ahan (Sprache) bildet sie die genetische Untereinheit Ayere-Ahan des West-Benue-Kongo.